# Cosmati
Cosmati (wł. od imienia Kosma) (Marmorarii Romani) - grupa włoskich artystów kamieniarzy z kilku rodzin (np. Melini, Vaslleti i Oderisi) pracująca począwszy od XII wieku w Rzymie, a później także w pozostałych rejonach Italii oraz poza nią. Siedmiu przedstawicieli grupy było utalentowanymi architektami, rzeźbiarzami  w dekoracyjnej mozaice geometrycznej, głównie na podłogach kościołów.  
Tych siedmiu głównich Cosmati to: 
1. Lorenzo (prace datowane na 1190–1210)
2. Jacopo (1205 and 1210)
3. Cosimo (1210-1235)
4. Luca (1221-1240)
5. Jacopo (1213-1293)
6. Deodato (1225-1303)
7. Giovanni (1231 i 1235)

Początkowo specjalizowali się w  układaniu geometrycznych mozaik wykorzystując jako materiał porfir i granit z ruin starożytnych budowli. Później wykonywali też inne detale architektoniczne w marmurze zdobiąc je również  geometrycznymi motywami. Swą nazwę zawdzięczają częstemu wśród nich imieniu Kosma. Sztukę ich określano natomiast mianem arte cosmatesca.